# اسکی پرش

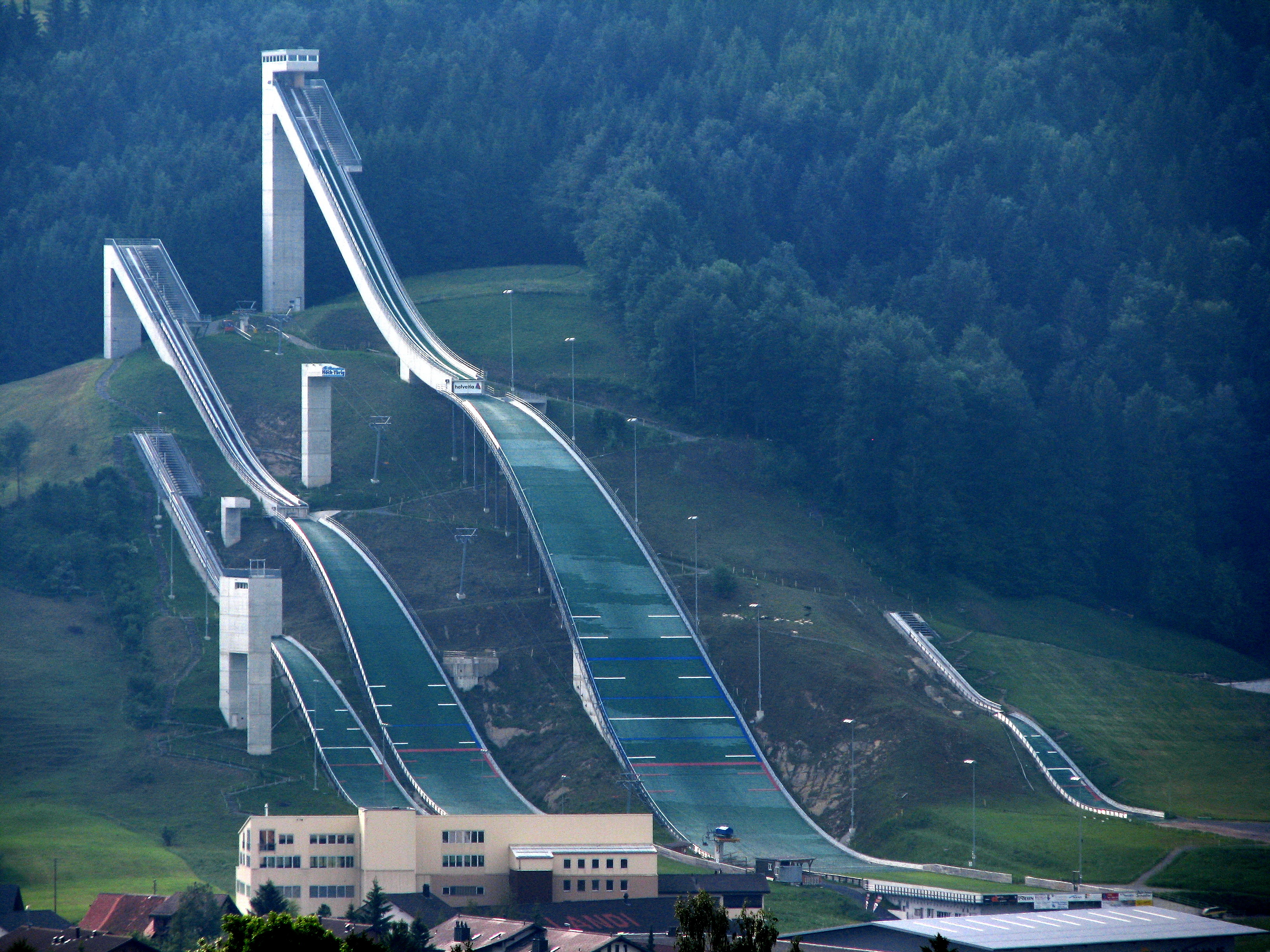
سکو پرش در شهر آین‌سیدن، سوئیس

اسکی پرش یکی از ورزش‌هایی است که ورزشکاران در آن تلاش می‌کنند با عبور از یک سراشیبی و پرش از آن در دورترین نقطه ممکن فرود آیند. علاوه بر فاصله فرود داوران به نحوه پرش و فرود نیز امتیاز اختصاص می‌دهند. اسکی‌های استفاده شده در این ورزش بزرگتر و پهن‌تر است. پرش با اسکی یک ورزش زمستانی است و در المپیک زمستانی نیز حضور دارد اما می‌توان آن را در سطوح مصنوعی نیز انجام داد